# Tang He Tian
Tang He Tian, connue aussi sous le nom de Tang Yongshu, née le 5 janvier 1975 , est une joueuse professionnelle de badminton. 
Évoluant dans les années 1990 pour la Chine, elle joue sous les couleurs de l'Australie dans les années 2000 et 2010.

## Palmarès en compétitions internationales
| Rang                  | Catégorie    | Année | Lieu                |
| --------------------- | ------------ | ----- | ------------------- |
| Jeux olympiques       |              |       |                     |
| 3                     | Double dames | 1996  | Atlanta, États-Unis |
| Championnats du monde |              |       |                     |
| 2                     | Double dames | 1997  | Glasgow, Écosse     |
| 3                     | Double dames | 1995  | Lausanne, Suisse    |
| Jeux asiatiques       |              |       |                     |
| 3                     | Double dames | 1998  | Bangkok, Thaïlande  |
| Championnats d'Asie   |              |       |                     |
| 2                     | Double dames | 1995  | Pékin, Chine        |
| 2                     | Double dames | 1998  | Bangkok, Thaïlande  |
| 3                     | Mixte        | 1998  | Bangkok, Thaïlande  |